# Rhodia
Rhodia é o nome adotado no Brasil pelo grupo Rhône-Poulenc, baseado na França e com negócios no Brasil desde 1919. Em 4 de Abril de 2011 houve a aquisição da Rhodia pela empresa belga Solvay S.A. por €3,4 mil milhões. As ações da Rhodia são cotadas na bolsa de valores de Paris (Euronext). 
Como parte da política de publicidade implementada nos anos 1960 por Lívio Rangan, a Rhodia S.A. começou a organizar desfiles-show na Feira Nacional da Indústria Têxtil (FENIT) visando promover a utilização de fibras sintéticas no Brasil. Como consequência, a feira se tornou um  centro de lazer na cidade de São Paulo. Nesses desfiles-show se apresentavam cantores da música brasileira da época, majoritariamente do tropicalismo, como por exemplo Gal Costa, Caetano Veloso, Gilberto Gil, Nara Leão e Rita Lee. As roupas utilizadas eram peças únicas, feitas sob medida apenas para promoção da marca, e eram criadas a partir de parcerias entre designers e artistas famosos, dentre eles Dener Pamplona, José Nunes, Guilherme Guimarães, Marcílio Menezes, Rui Sphor Aldemir Martins, Manabu Mabe, Antônio Bandeira, Tikashi Fukushima, Fernando Lemos, Alfredo Volpi, Darcy Penteado, Burle Marx, Lula Cardoso Ayres, Livio Abramo. Esses desfiles fizeram parte da consolidação de uma nova linguagem da moda nacional brasileira.

## História

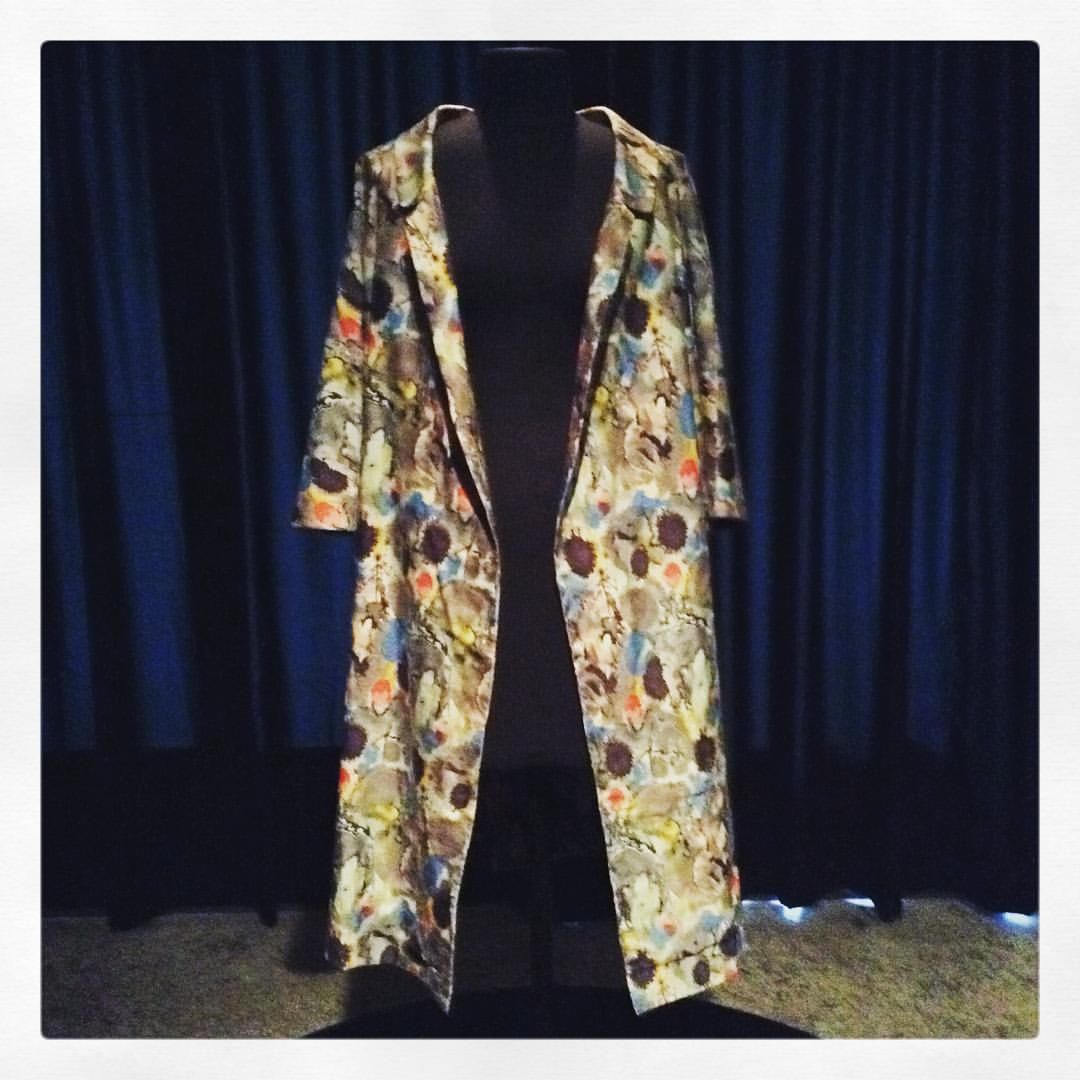
Casaco desenvolvido por Antonio Bandeira e Dener Pamplona

Instalada no Brasil desde 1919, a Rhodia S.A obteve, em 1955, as patentes para a fabricação dos fios e fibras sintéticas no país. A Divisão Têxtil da Rhodia inicia então o processo de substituição de matéria-prima, tendo como meta a produção de um novo fio e a sua popularização. Com o intuito de promover o tecido, a filial da empresa francesa no Brasil iniciou uma política de publicidade coordenada por Lívio Rangan na produção periódica de editoriais de moda, anúncios para jornais e revistas (femininas e de variedades); e de desfiles, que apresentavam elementos da cultura nacional, como música e artes plásticas, a fim de associar o produto da multinacional à criação de uma "moda nacional brasileira".
Os desfiles eram realizados na FENIT, que foi a primeira feira industrial do Brasil, localizada no parque Ibirapuera, em São Paulo. As primeiras edições da feira, idealizadas por Caio de Alcântara Machado, foram um fracasso. Isso ocorreu porque nos primeiros anos predominavam as exposições de máquinas e amostras de novos fios em estandes sem grandes atrativos e desfiles tradicionais, com apresentação formal em auditórios, sem estrutura e conforto, no qual assistia-se ao show em pé, deixando muito a desejar ao público frequentador. O crescimento da FENIT é nessa primeira fase conseqüência do aumento do investimento em entretenimento por parte da organização da feira e também da ampliação da participação da Rhodia no evento em 1960. Segundo Madruga Duarte, diretor da feira entre 1959-1964, a participação da Rhodia na FENIT foi o principal impulso da feira, pois a empresa marcava presença, e “tornou-se um ícone na FENIT, era a participação mais importante e mais atraente dentre os mais de 300 expositores. Fez com que grandes empresas – como Votorantim, Matarazzo, Gasparian, Paramount e outras – se aperfeiçoassem nas suas futuras presenças.”
Em razão dos shows da Rhodia, e em menor escala das atrações trazidas por outras empresas participantes, a FENIT se tornou também uma opção de lazer para os paulistanos. A partir de 1967, os shows que eram abertos ao público foram indicados pelo caderno Folha Ilustrada como principal atração musical da cidade em cartaz. A feira contava com shows de grandes nomes da música brasileira da época como Gal Costa, Caetano Veloso, Gilberto Gil, Nara Leão e Rita Lee.

## Organização

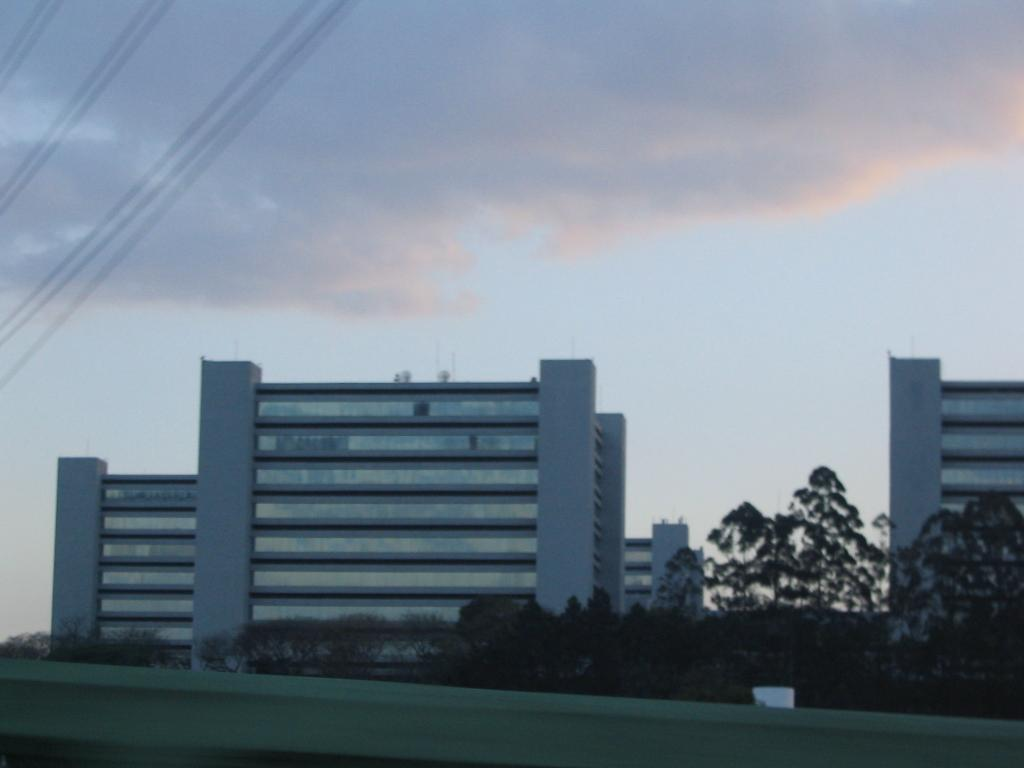
Centro Empresarial de São Paulo, local que recebeu a sede da empresa no Brasil, na zona sul de São Paulo.

Os negócios da empresa foram estruturados em 11 unidades globais, agrupados em cinco áreas. No Brasil, as instalações da Rhodia foram todas situadas no estado de São Paulo, distribuídas com os seguintes espaços:

### Centro de Pesquisa e Inovação
- Paulínia, Região Metropolitana de Campinas (1 dos 5 centros mundiais de pesquisa da Rhodia).[9]

### Unidades Industriais
- Santo André (3 unidades).[9]
- Itatiba (1 unidade).[9]
- São Bernardo do Campo (1 unidade).[9]
- Jacareí (1 unidade).[9]
- Paulínia (1 unidade).[9]
- Cubatão (1 unidade, fechada por ordem judicial em 1993).[10]
- Rafard (1 unidade, desativada em 1990).[11]

### Sede
- Centro Empresarial de São Paulo, São Paulo[12]

## O impacto na moda nacional brasileira

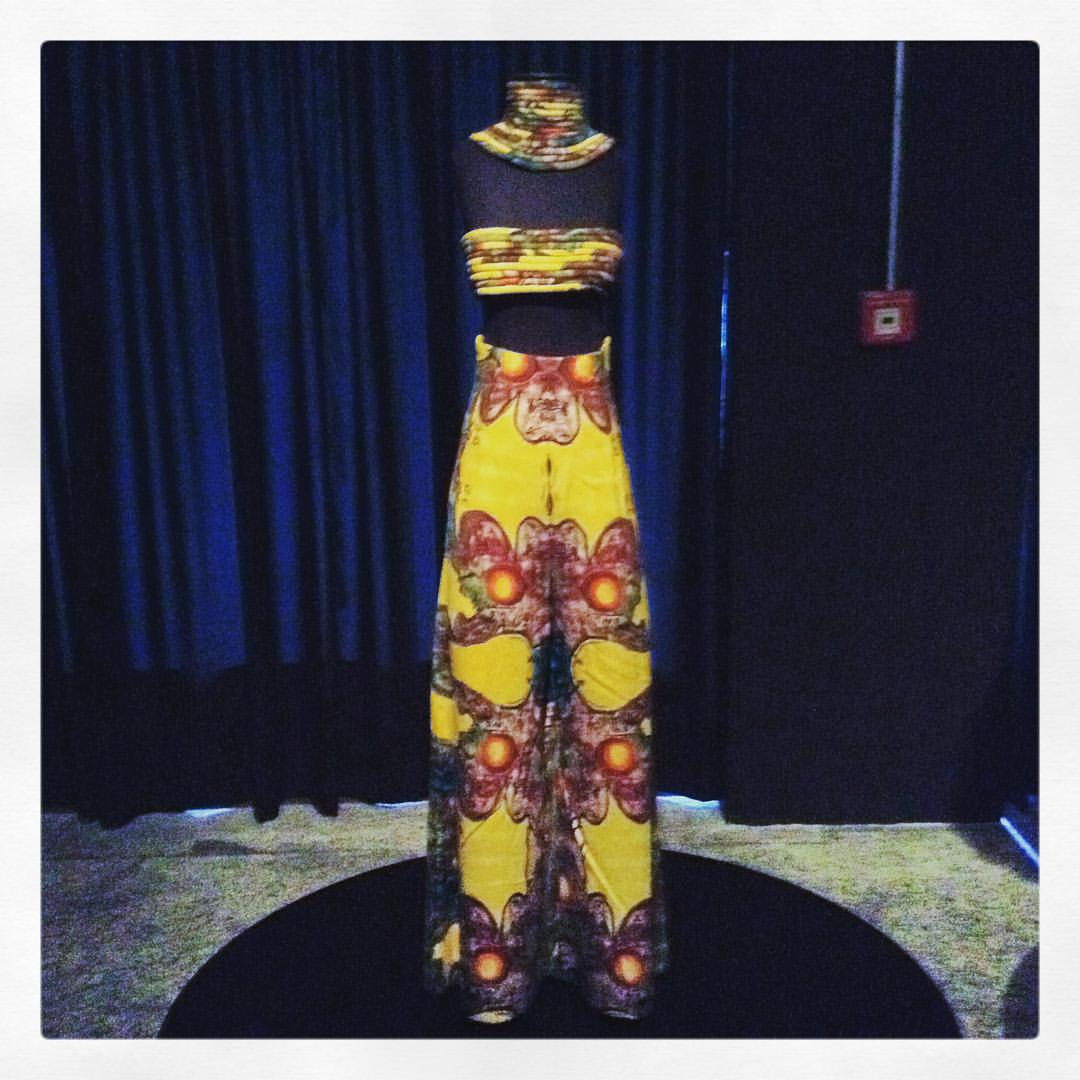
Macacão desenvolvido pelos estilistas Alceu Pena e Ugo Castellana

A Rhodia buscava fomentar a moda nacional, por meio dos desfiles que reuniam peças assinadas por nomes da costura brasileira como: Dener Pamplona, José Nunes, Guilherme Guimarães, Marcílio Menezes e Rui Sphor. Esses costureiros frequentemente criavam peças em tecidos cujas estampas haviam sido elaboradas por artistas plásticos nacionais bem conceituados na época, como Aldemir Martins, Manabu Mabe, Antônio Bandeira, Tikashi Fukushima, Fernando Lemos, Alfredo Volpi, Darcy Penteado, Burle Marx, Lula Cardoso Ayres, Livio Abramo, Amélia Toledo, Antônio Maluf,  Caciporé Torres, Lívio Abramo.
Essa união entre estilistas e artistas foi frutífera e transformadora tanto do ponto de vista de uma formação do design voltado à moda no Brasil – desenvolvendo uma linguagem de moda nacional que não fosse dissonante das falas internacionais –, bem como uma nova forma de encarar a produção de vestuário nacional, mais industrial e com pressupostos mais modernizantes. De qualquer forma, não havia no país até então um projeto que possibilitasse o desenvolvimento da moda nacional de tamanho escopo, o que tornou os desfiles-show da Rhodia um marco na história da moda brasileira.

### O fim dos desfiles

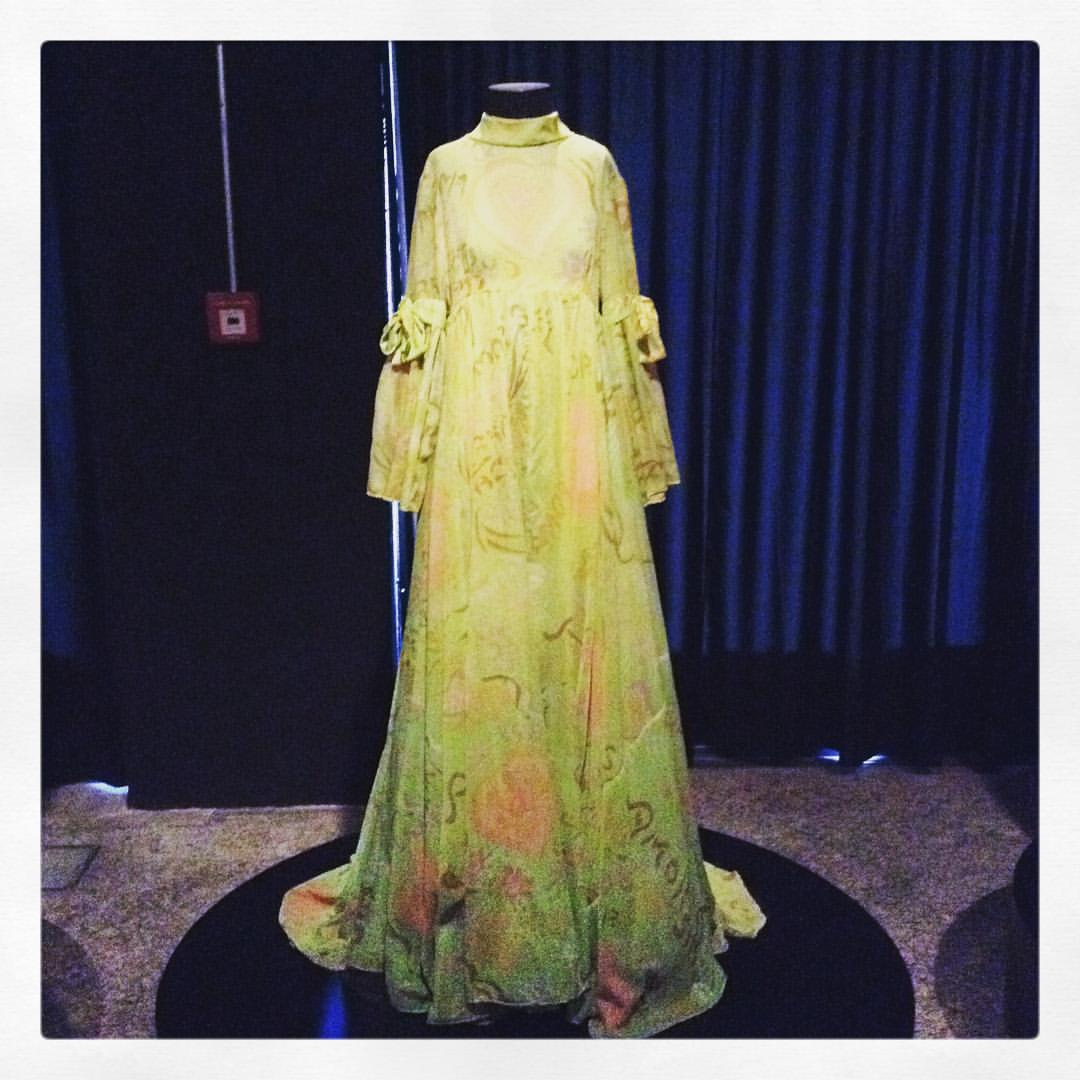
Vestido longo desenvolvido por Fernando Martins, Alceu Penna e Ugo Castellana

Em 1970, com o desligamento de Lívio Rangan da publicidade da Rhodia, essa empresa deixa de associar seus produtos à cultura brasileira e ao espetáculo. Coincidentemente, a partir de 1971 a FENIT passa a ocorrer no Anhembi e a ser restrita ao público convidado, perdendo portanto o caráter público e de entretenimento para se firmar como uma feira de negócios na América Latina. De qualquer modo, ao longo da primeira fase da feira a participação da Rhodia foi fundamental para a popularização e manutenção da FENIT.

### Exposição no MASP
O MASP exibiu, de 23/10/2015 a 14/02/2016, um acervo completo de vestuário da Rhodia. A coleção de 79 peças, selecionadas por Pietro Maria Bardi, diretor-fundador do museu, foi doada em 1972 pela Rhodia.

## Caso Rhodia
A unidade industrial ainda existente, embora inoperante, localizada no polo petroquímico e siderúrgico de Cubatão, instalada durante o período do regime militar, marca presença em um polêmico escândalo ambiental, conhecido como Caso Rhodia. O episódio tem como elemento principal a contaminação de funcionários por organoclorados, entre outras substâncias, além do despejo de cerca de 12 mil toneladas de resíduos químicos em diversos aterros de origem suspeita na Baixada Santista.
Restam pelo menos 33 mil toneladas em um aterro conhecido por Estação de Espera da Rhodia, este, por sua vez, localizado no município de São Vicente, aguardando um destino ainda incerto, uma vez que a justiça determinou que a incineração realizada no terreno também contaminado da própria fábrica em Cubatão não poderia continuar a ser feita. O caso voltou a ganhar alguma notoriedade no Nordeste, com a tentativa de levar o material para Camaçari, na Bahia, sendo que cerca de 900 toneladas do material chegaram a ser incineradas antes de uma notificação da justiça.